# Forest-l'Abbaye
Forest-l'Abbaye és un municipi francès situat al departament del Somme i a la regió dels Alts de França. L'any 2007 tenia 315 habitants.

## Demografia

### Població

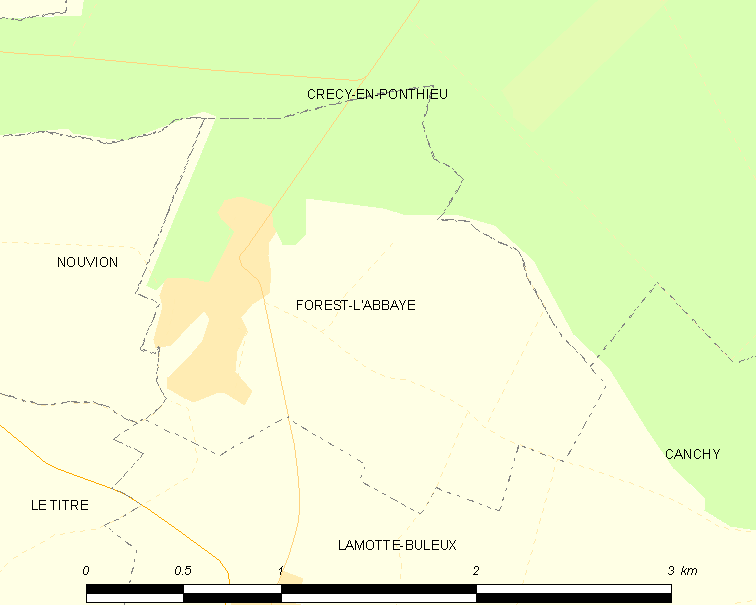

El 2007 la població de fet de Forest-l'Abbaye era de 315 persones. Hi havia 120 famílies de les quals 20 eren unipersonals (12 homes vivint sols i 8 dones vivint soles), 44 parelles sense fills, 52 parelles amb fills i 4 famílies monoparentals amb fills.
La població ha evolucionat segons el següent gràfic:
Habitants censats

### Habitatges
El 2007 hi havia 157 habitatges, 124 eren l'habitatge principal de la família, 29 eren segones residències i 4 estaven desocupats. Tots els 156 habitatges eren cases. Dels 124 habitatges principals, 104 estaven ocupats pels seus propietaris, 15 estaven llogats i ocupats pels llogaters i 5 estaven cedits a títol gratuït; 4 tenien dues cambres, 14 en tenien tres, 44 en tenien quatre i 62 en tenien cinc o més. 100 habitatges disposaven pel capbaix d'una plaça de pàrquing. A 50 habitatges hi havia un automòbil i a 67 n'hi havia dos o més.

### Piràmide de població

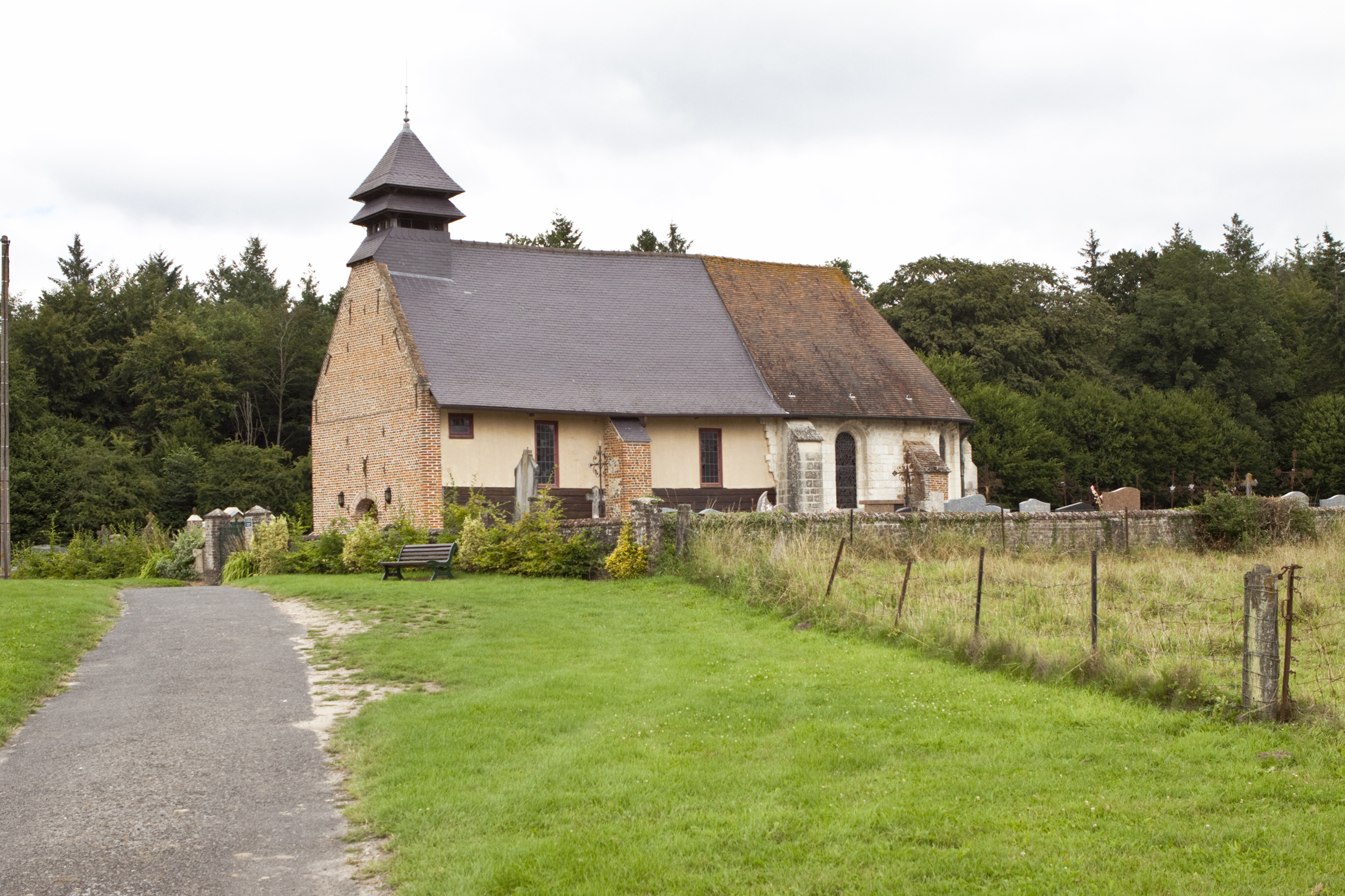

La piràmide de població per edats i sexe el 2009 era:
| Homes | Edats   | Dones |
| ----- | ------- | ----- |
| 0     | 95 o +  | 0     |
| 0     | 90 a 94 | 0     |
| 0     | 85 a 89 | 0     |
| 0     | 80 a 84 | 4     |
| 12    | 75 a 79 | 12    |
| 12    | 70 a 74 | 16    |
| 8     | 65 a 69 | 8     |
| 8     | 60 a 64 | 0     |
| 4     | 55 a 59 | 8     |
| 8     | 50 a 54 | 4     |
| 12    | 45 a 49 | 16    |
| 8     | 40 a 44 | 20    |
| 16    | 35 a 39 | 16    |
| 8     | 30 a 34 | 4     |
| 8     | 25 a 29 | 4     |
| 8     | 20 a 24 | 8     |
| 12    | 15 a 19 | 0     |
| 12    | 10 a 14 | 12    |
| 8     | 5 a 9   | 8     |
| 8     | 0 a 4   | 8     |

## Economia

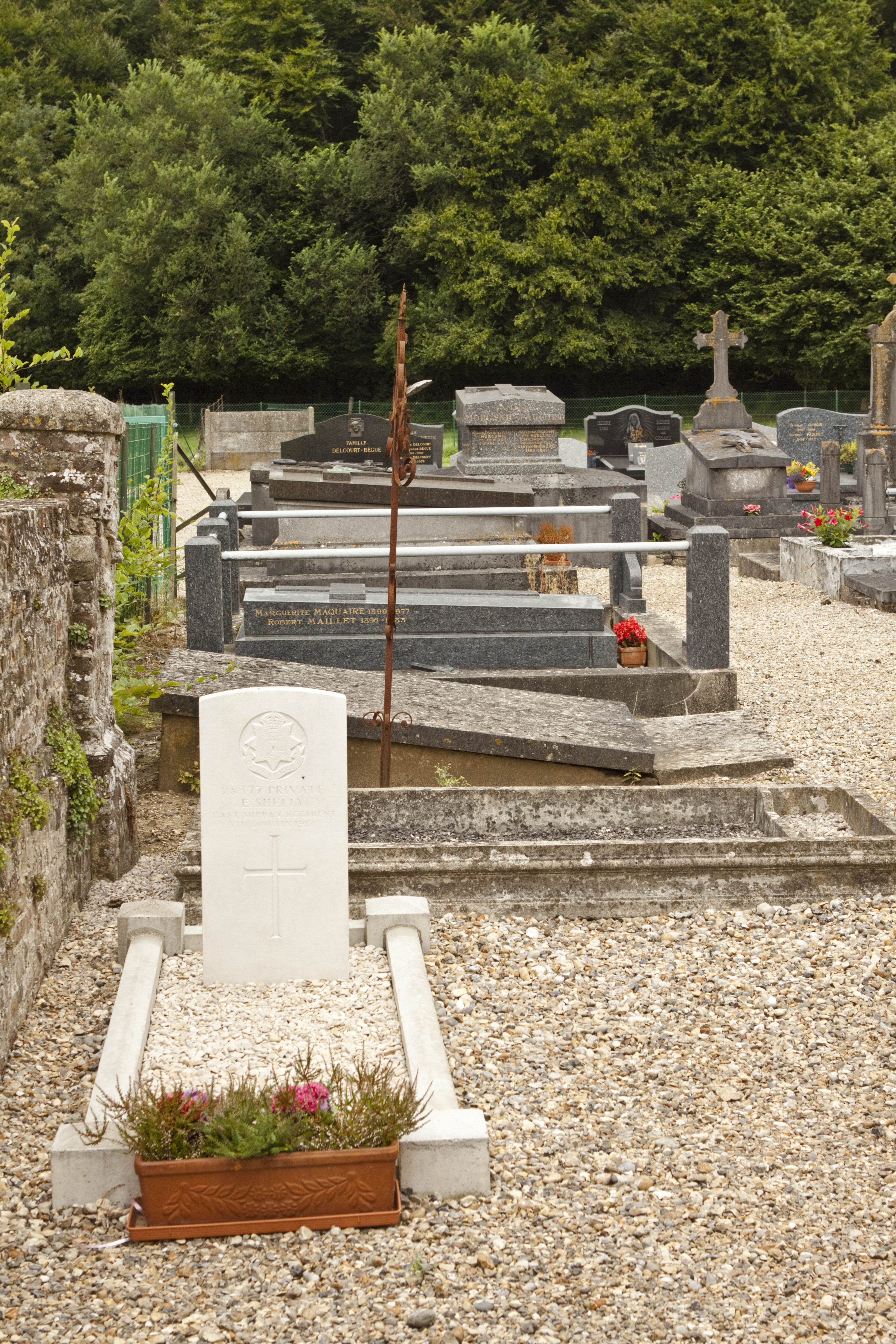

El 2007 la població en edat de treballar era de 190 persones, 155 eren actives i 35 eren inactives. De les 155 persones actives 141 estaven ocupades (68 homes i 73 dones) i 14 estaven aturades (7 homes i 7 dones). De les 35 persones inactives 17 estaven jubilades, 7 estaven estudiant i 11 estaven classificades com a «altres inactius».

### Ingressos

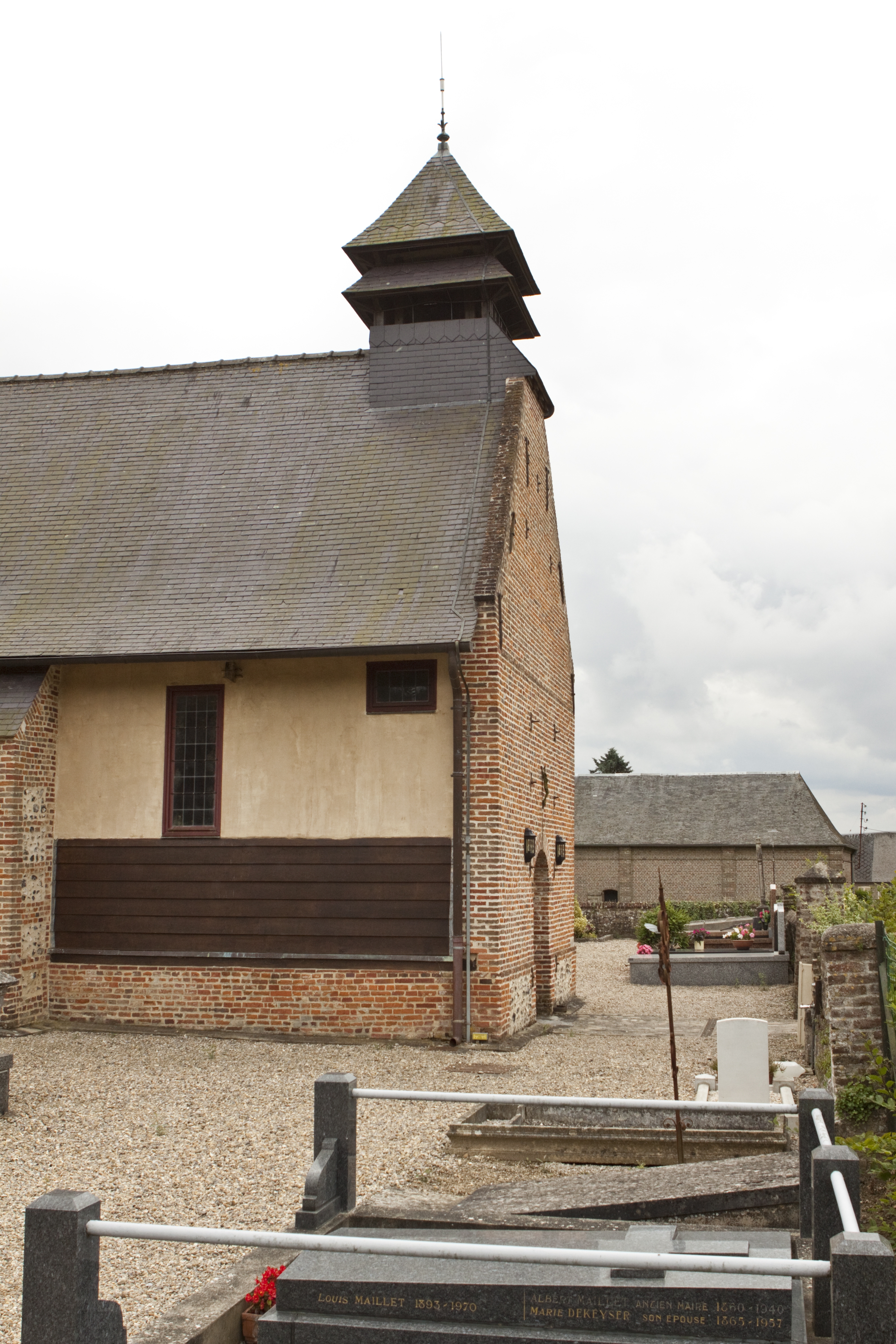

El 2009 a Forest-l'Abbaye hi havia 128 unitats fiscals que integraven 338,5 persones, la mediana anual d'ingressos fiscals per persona era de 17.433 €.

### Activitats econòmiques
Dels 5 establiments que hi havia el 2007, 2 eren d'empreses de comerç i reparació d'automòbils, 1 d'una empresa d'hostatgeria i restauració, 1 d'una empresa de serveis i 1 d'una empresa classificada com a «altres activitats de serveis».
L'únic servei als particulars que hi havia el 2009 era una perruqueria.
L'any 2000 a Forest-l'Abbaye hi havia 4 explotacions agrícoles.

## Equipaments sanitaris i escolars

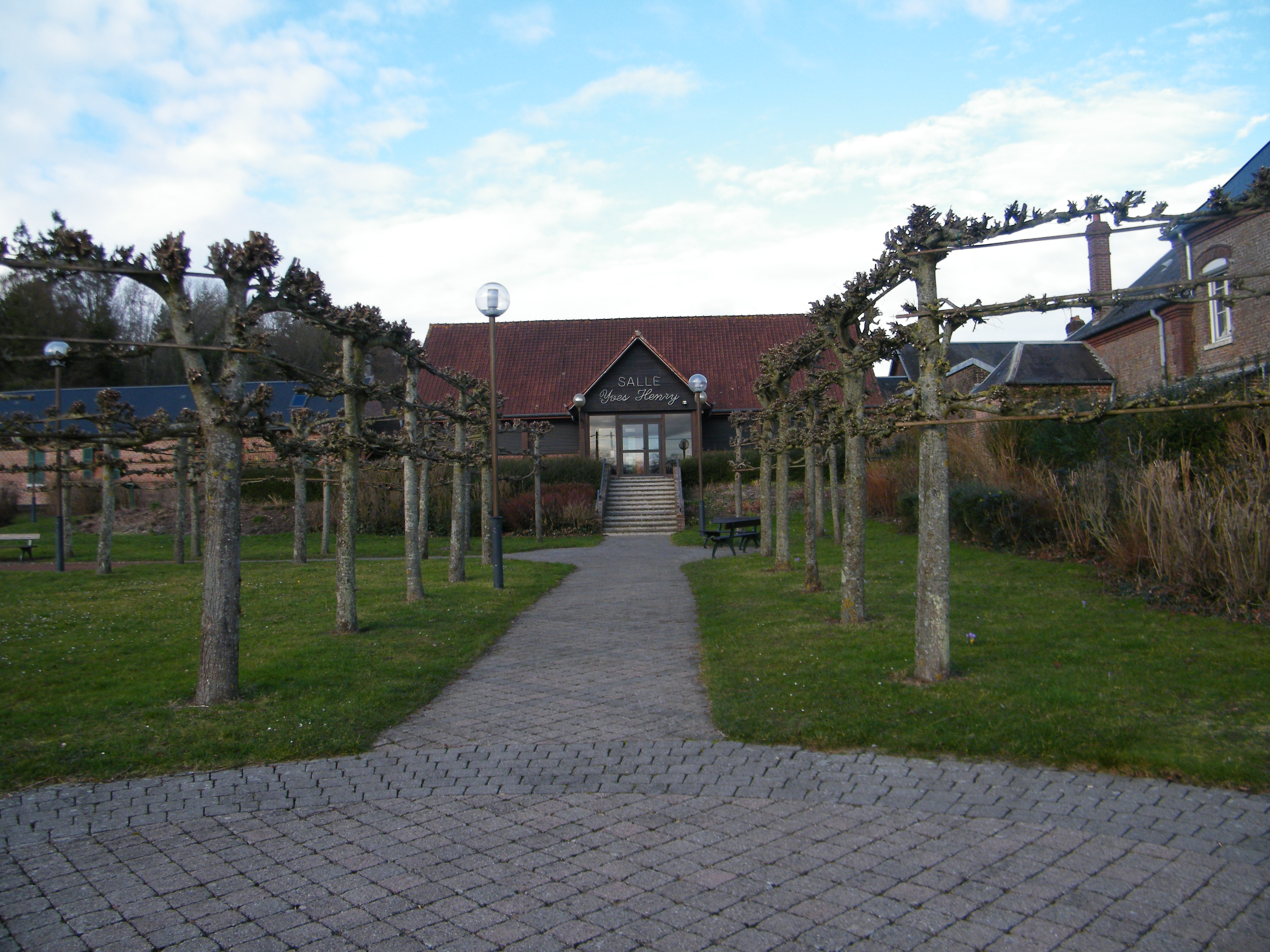

El 2009 hi havia una escola elemental integrada dins d'un grup escolar amb les comunes properes formant una escola dispersa.

## Poblacions més properes
El següent diagrama mostra les poblacions més properes.